# مهرجان دجاج دلمرفا
يُعتبر مهرجان دلمارفا للدواجن حدثًا سنويًا برعاية شركة ديلمارفا لصناعة الدواجن، والتي بدأت عام 1948 بهدف الترويج لشبه جزيرة ديلمارفا مع التركيز على أهم مشاريعها الزراعية، حيث تربي الدجاج. وتتم استضافة الحدث الذي يستمر ليومين في العديد من الأماكن المحلية في ديلمارفا المعارض التجارية، الفنون والحرف اليدوية، الكرنفال، الترفيه والتنازلات الغذائية. الدجاج هو  بالطبع، الطعام المميز ولكن البطاطا المقلية، الذرة على الكوز، كعكة القمع، والآيس كريم، والذرة، وعصير الليمون الطازج هي من المفضلات المحلية الأخرى. يتم طهي ما يقرب من ثلاثة أطنان من الدجاج كل عام في أكبر مقلاة في العالم. ظهرت المقلاة لأول مرة في المهرجان السنوي الثاني في عام 1950.تم استخدام المقلاة الأولى والأصلية وصنعتها شركة Mumford Sheet Metal في سيلبيفيل، بولاية ديلاوير. وكان قطرها عشرة أقدام وكان لها مقبض ثمانية أقدام، ووزنها 650 رطلاً ويمكنها استيعاب 800 دجاجة. أُقيم مهرجان دلمارفا السنوي الستين في 19 و 20 يونيو 2009 في سنترفيل، ماريلاند، الولايات المتحدة.